# Сезон телесеріалу
Сезон телесеріалу — це період в екранному житті серіалу, під час якого виходять нові епізоди, зазвичай щотижнево або в іншому регулярному розкладі. Кожен сезон може мати від 8 до 24 епізодів, іноді більше, залежно від жанру та концепції серіалу. Один сезон може займати від кількох місяців до одного року, залежно від того, як часто випускаються нові епізоди і яка тривалість самого серіалу.
Кожен сезон зазвичай має свою власну сюжетну лінію або арку, яка розвивається протягом всієї серії епізодів. У деяких випадках сезон може бути поділений на дві частини або містити різні тематичні арки, що охоплюють кілька епізодів кожна.
Закінчення сезону часто маркується кліфгенгерами — сюжетними поворотами, які залишають глядачів у напрузі до початку наступного сезону. Крім того, після завершення сезону можуть відбуватися обговорення серії, огляди та критика, а також оцінка рейтингів і впливу на аудиторію.
Усі сезони, а також їхні епізоди, зазвичай мають назви, які відображають тему чи основну ідею, що присутня в цих частинах серіалу.

## Походження та історія слова Сезон
Слово «сезон» походить від латинського слова «satio», що означає «посів» або «посадка». Своєю чергою, це слово походить від латинського дієслова «serere», що означає «сіяти» або «садити». У латинській мові «satio» з часом почало означати «час року, коли щось сіється або вирощується».
Пізніше в середньовічній латині та старофранцузькій мові це слово трансформувалося у «saison», яке стало означати «пора року». З французької мови слово «сезон» було запозичене в англійську, а потім і в інші європейські мови, включаючи українську. У сучасній українській мові слово «сезон» використовується для позначення певного періоду часу, характерного для конкретної діяльності або події, наприклад, «сезон дощів», «полювання» або «туристичний сезон».
У контексті телебачення слово «сезон» використовується для позначення серії епізодів, що виходять у певний період часу протягом року, часто пов'язаного з телевізійним графіком, що відповідає сезону року.